# Rainbow Valley
Rainbow Valley é um filme norte-americano de 1935, do gênero faroeste, dirigido por Robert N. Bradbury e estrelado por John Wayne e Lucile Browne.

## A produção
Rodado próximo a Chatsworth, na região de Los Angeles, o filme mostra o bom trabalho do aclamado dublê Yakima Canutt, inclusive mergulhos a cavalo no Rio Kern, cena repetida em outros faroestes B que John Wayne fez na época. Entretanto, o grande destaque é George Hayes como um carteiro, alguns anos antes de passar a ser conhecido como Gabby Hayes.
Rainbow Valley está em domínio público e, portanto, pode ser baixado gratuitamente no Internet Archive.

## Sinopse
John Martin, agente federal disfarçado, é enviado para a prisão a fim de obter informações sobre uma quadrilha que deseja apossar-se das minas que ficam em um rico vale. Daí, John aceita construir uma estrada de acesso para os mineradores, mas o trabalho é constantemente sabotado pelo vilão Butch Galt, que ele conhecera na cadeia. Os dois também disputam o coração da doce Eleanor.

## Elenco
| Ator/Atriz       | Personagem  |
| ---------------- | ----------- |
| John Wayne       | John Martin |
| Lucile Browne    | Eleanor     |
| George Hayes     | George Hale |
| LeRoy Mason      | Rogers      |
| Lloyd Ingraham   | Powell      |
| Buffalo Bill Jr. | Butch Galt  |